# The Mullans
The Mullans — ирландский поп-дуэт, представители Ирландии на конкурсе песни Евровидение-1999.
В состав коллектива вошли две родные сестры — Брона Маллан (англ. Bronagh Mullan) и Карен Маллан (англ. Karen Mullan). Обе достаточно активно выступали на разного рода фестивалях и мероприятиях местного масштаба. В середине 90-х годов сёстры стали победительницами «Butln’s Talent Competition», став первыми среди более чем трёхсот исполнителей со всей Ирландии. Тогда же исполнительницы выпускают свой дебютный альбом.
В 1999 году The Mullans удалось принять участие на Евровидении, проходившем в столице Израиля Иерусалиме. Выступление с песней «When you need me» (рус. Когда ты нуждаешься во мне) было завершено на семнадцатой позиции с результатом 18 баллов.
После участия на конкурсе сёстры Маллан, как дуэтом так и сольно, продолжили периодически выступать в Северной Ирландии. В 2004 году Брона с отличием окончила Ольстерский университет.